# Luiz Henrique da Silveira
Luiz Henrique da Silveira (Blumenau, 25 de febrero del 1940 - Joinville, 10 de mayo de 2015) fue un político brasileño afiliado al Partido del Movimiento Democrático Brasileño (PMDB). 
Durante la presidencia de José Sarney fue Ministro de Ciencia y Tecnología.
Fue diputado estadual, diputado federal, presidente nacional del PMDB, alcalde de Joinville y gobernador de Santa Catarina. Renunció al cargo de gobernador antes de terminar el mandato para dedicarse plenamente a la campaña electoral. En las elecciones a la gubernadoría del 2006 consiguió la victoria en la segunda vuelta con el 52,71 % de los votos válidos por delante de Esperidião Amin Helou Filho, antiguo gobernador. En el 2010 abandonó el cargo para presentarse al Senado. Fue elegido como el candidato con más votos (los dos primeros eran elegidos) con el 28,44 % de los votos.